# (3145) Walter Adams
(3145) Walter Adams (1955 RY) est un astéroïde de la ceinture principale, découvert le 14 septembre 1955 à l'observatoire Goethe Link près de Brooklyn, dans l'Indiana. Il a une magnitude absolue de 14,4.